# Mitchell Watt
Mitchell (Mitch) Watt (Bendigo, 25 maart 1988) is een Australische atleet, gespecialiseerd in het verspringen. Hij heeft bij de wereldkampioenschappen drie keer een medaille gewonnen: eenmaal indoor en tweemaal outdoor, maar geen van de keren won hij de wereldtitel. Hij is daarnaast Oceanisch recordhouder verspringen. Hij nam eenmaal deel aan de Olympische Spelen en won bij die gelegenheid één medaille. 

## Carrière

### Rugby
Watt beoefende al als kind atletiek, waar hij op de lange afstanden na bijna al zijn wedstrijden won. Zo werd hij bij verschillende nationale jeugdkampioenschappen, waaronder bij de D-junioren, kampioen. Op veertienjarige leeftijd besloot hij echter te gaan rugbyen, omdat een teamsport hem op die leeftijd veel meer aansprak dan een individuele sport. Ook dacht Watt, dat het met de in Australië populaire sport eenvoudiger was een carrière te maken waarvan hij kon leven, vergeleken met atletiek. Watt lukte dat aardig: hij speelde mee in het team van de Australische deelstaat Queensland. Eind 2007 maakte hij weer de overstap naar de atletiek, na overgehaald te zijn door onder andere verspringer, Chris Noffke. Door diezelfde verspringer kwam hij bij zijn huidige coach Gary Bourne terecht. Binnen een paar maanden sprong hij richting de acht meter, wat hem bijna de limiet opleverde voor de Olympische Spelen van Peking. Ondanks dit succes was Watt nog niet zeker van een loopbaan als verspringer en stopte hij er zelfs mee. Zijn coach Bourne haalde Watt na twee maanden over om toch door te gaan met de sport, wat hem al snel succes opleverde.

### Tweemaal brons
Het jaar 2009 begon Watt met een zilveren medaille bij de Australische kampioenschappen met een afstand van 8,10 m, wat een verbetering was van de 7,97 die hij het seizoen ervoor had behaald. Deze afstand verbeterde hij verder naar 8,43. Tijdens de wereldkampioenschappen van 2009 in Berlijn veroverde Watt verrassend de bronzen medaille bij het verspringen. Hij sprong zich in de kwalificaties als vijfde naar de finale, wat hem al tevreden stelde. In die finale sprong hij naar 8,37, wat hem vóór zijn landgenoot Fabrice Lapierre een plek op het ereschavot opleverde.
Een half jaar later, op de wereldindoorkampioenschappen in Doha, sleepte de Australiër wederom de bronzen medaille in de wacht. Hij sprong bij deze wedstrijd, die minder goed bezet was dan in Berlijn, 8,05 en moest dit keer wel zijn landgenoot voor zich dulden. Het zomerseizoen moest Watt aan zich voorbij laten gaan door een blessure.

### Successen in 2011
Na het teleurstellende seizoen van 2010 kwam Watt sterker terug het jaar daarop. Hij pakte zijn eerste Australische titel en vervolgde zijn tocht met verschillende overwinningen bij de IAAF Diamond League, waardoor hij het klassement won. De meest in het oog springende overwinning was bij de DN Galan, waar hij zijn persoonlijke en het continentale record verbeterde tot 8,54. Deze prestatie gaf hem hoop en motivatie voor de gouden medaille bij de WK van 2011 in Daegu. Hij moest hier echter in Dwight Philips zijn meerdere erkennen; hij legde uiteindelijk beslag op de zilveren medaille met een afstand van 8,33. Watt zocht de oorzaak van het voor hem teleurstellende verlies bij een achillesblessure in de weken voorafgaand aan de wereldkampioenschappen.
Watt liet in 2011 ook zijn sprintkwaliteiten zien. Tijdens een wedstrijd in Gold Coast sprintte hij op de 100 m naar 10,31 s.

### Olympisch jaar
Watt sloeg het Australische verspringseizoen 2011-2012 en de WK indoor van 2012 over met het oog op de Olympische Spelen van Londen en zijn kwetsbare achillespees. Hij kon zich dit veroorloven, doordat de medaille bij de wereldkampioenschappen van 2011 hem een automatische kwalificatie had opgeleverd voor de Spelen. Watt begon zijn seizoen daarom pas in juni, met onder andere een overwinning bij de Adidas Grand Prix. Bij de Olympische Spelen eindigde hij achter de verrassende winnaar Greg Rutherford als tweede met een afstand van 8,16. Een week voor het einde van de Spelen, na de verspringfinale, had Australië slechts één gouden medaille behaald, waardoor het land, ondanks twaalf zilveren medailles, negentiende stond in het medailleklassement. Watt stelde dat de media te negatief waren over de prestaties van het Australische team. Hij zei tevens dat "als mensen zich niet kunnen realiseren dat een zilveren medaille een geweldige prestatie is, er iets mis met hen is."

## Titels
- Australisch kampioen verspringen - 2011

## Persoonlijke records
Outdoor
| Onderdeel   | Prestatie    | Datum        | Plaats     |
| ----------- | ------------ | ------------ | ---------- |
| 100 m       | 10,31 s      | 18 juni 2011 | Gold Coast |
| verspringen | 08,54 m (AR) | 29 juli 2011 | Stockholm  |

Indoor
| Onderdeel   | Afstand | Datum         | Plaats |
| ----------- | ------- | ------------- | ------ |
| verspringen | 08,05 m | 13 maart 2010 | Doha   |

## Palmares

### verspringen
Kampioenschappen
- 2009:  WK - 8,37 m
- 2010:  WK indoor - 8,05 m
- 2011:  WK - 8,33 m
- 2012:  OS - 8,16 m

Diamond League zeges
- 2011: Shanghai Golden Grand Prix - 8,44 m
- 2011: DN Galan - 8,54 m (AR)
- 2011: London Grand Prix - 8,45 m
- 2011:   Diamond League - 12 p
- 2012: Adidas Grand Prix - 8,16 m
- 2012: London Grand Prix - 8,28 m